# هانس روبرت مولر
هانس روبرت مولر (بالألمانية: Hans Robert Müller)‏ هو رياضياتي نمساوي، ولد في 26 أكتوبر 1911 في غراتس في النمسا، وتوفي في 25 مارس 1999 في فولفنبوتل في ألمانيا.